# Campagne de vaccination contre la Covid-19 au Mali
Pour un article plus général, voir Pandémie de Covid-19 au Mali.
La campagne de vaccination contre la Covid-19  au Mali est lancée officiellement mercredi 31 mars 2021. La ministre de la santé et du développement social, le docteur Fanta Siby qui reçoit la première dose  dans le cadre de lancement.